# Al MacNeil
Al MacNeil (Sydney, Nueva Escocia; 27 de septiembre de 1935 – Calgary, Canadá; 5 de enero de 2025) fue un jugador y entrenador de hockey sobre hielo canadiense que jugó quince temporadas con cinco equipos en la NHL en la posición de defensa y ganó la Copa Stanley en cuatro ocasiones.

## Estadísticas

### Jugador
| 1954–55   | Toronto Marlboros     | OHA       | 47  | 3  | 16 | 19 | 0   | —  | — | — | — | —  |
| 1955–56   | Toronto Marlboros     | OHA       | 48  | 9  | 12 | 21 | 0   | —  | — | — | — | —  |
| 1955–56   | Toronto Maple Leafs   | NHL       | 1   | 0  | 0  | 0  | 2   | —  | — | — | — | —  |
| 1956–57   | Rochester Americans   | AHL       | 13  | 0  | 4  | 4  | 35  | —  | — | — | — | —  |
| 1956–57   | Toronto Maple Leafs   | NHL       | 53  | 4  | 8  | 12 | 84  | —  | — | — | — | —  |
| 1957–58   | Rochester Americans   | AHL       | 54  | 3  | 18 | 21 | 91  | —  | — | — | — | —  |
| 1957–58   | Toronto Maple Leafs   | NHL       | 13  | 0  | 0  | 0  | 9   | —  | — | — | — | —  |
| 1958–59   | Rochester Americans   | AHL       | 69  | 4  | 13 | 17 | 119 | 5  | 1 | 1 | 2 | 17 |
| 1959–60   | Rochester Americans   | AHL       | 49  | 4  | 16 | 20 | 44  | 12 | 1 | 2 | 3 | 12 |
| 1959–60   | Toronto Maple Leafs   | NHL       | 4   | 0  | 0  | 0  | 2   | —  | — | — | — | —  |
| 1960–61   | Hull-Ottawa Canadiens | EPHL      | 60  | 6  | 20 | 26 | 101 | 14 | 2 | 4 | 6 | 21 |
| 1961–62   | Montreal Canadiens    | NHL       | 61  | 1  | 7  | 8  | 74  | 5  | 0 | 0 | 0 | 2  |
| 1962–63   | Chicago Black Hawks   | NHL       | 70  | 2  | 19 | 21 | 100 | 4  | 0 | 1 | 1 | 4  |
| 1963–64   | Chicago Black Hawks   | NHL       | 70  | 5  | 19 | 24 | 91  | 7  | 0 | 2 | 2 | 25 |
| 1964–65   | Chicago Black Hawks   | NHL       | 69  | 3  | 7  | 10 | 119 | 14 | 0 | 1 | 1 | 34 |
| 1965–66   | Chicago Black Hawks   | NHL       | 51  | 0  | 1  | 1  | 34  | 3  | 0 | 0 | 0 | 0  |
| 1966–67   | New York Rangers      | NHL       | 58  | 0  | 4  | 4  | 44  | 4  | 0 | 0 | 0 | 2  |
| 1967–68   | Pittsburgh Penguins   | NHL       | 74  | 2  | 10 | 12 | 58  | —  | — | — | — | —  |
| 1968–69   | Houston Apollos       | CHL       | 70  | 1  | 11 | 12 | 70  | 3  | 0 | 1 | 1 | 0  |
| 1969–70   | Montreal Voyageurs    | AHL       | 66  | 0  | 10 | 10 | 14  | 8  | 0 | 1 | 1 | 0  |
| Total NHL | Total NHL             | Total NHL | 524 | 17 | 75 | 92 | 617 | 37 | 0 | 4 | 4 | 67 |

### Entrenador
| MTL   | 1970–71 | 55  | 31  | 15  | 9  | - | (97) | 3° en el Este   | Ganó la Copa Stanley           |
| ATL   | 1979–80 | 80  | 35  | 32  | 13 | - | 83   | 4° en Patrick   | Eliminado en primera ronda     |
| CGY   | 1980-81 | 80  | 39  | 27  | 14 | - | 92   | 3° en Patrick   | Perdió la final de conferencia |
| CGY   | 1981-82 | 80  | 29  | 34  | 17 | - | 75   | 4° en Patrick   | Eliminado en primera ronda     |
| CGY   | 2002–03 | 11  | 4   | 5   | 2  | 0 | (75) | 5° en Northwest | No clasificó                   |
| Total | Total   | 306 | 138 | 113 | 55 | 0 |      |                 |                                |

## Vida personal
Al MacNeil estaba casado con Norma MacNeil, con la que tuvo dos hijos, Allison y Allister; además de dos nietos por parte de la hija.
MacNeil fue miembro del American Hockey Hall of Fame, el Nova Scotia Sport Hall of Fame y el Cape Breton Sports Hall of Fame. obtuvo un doctorado honorario de la Cape Breton University.